# Пілотка

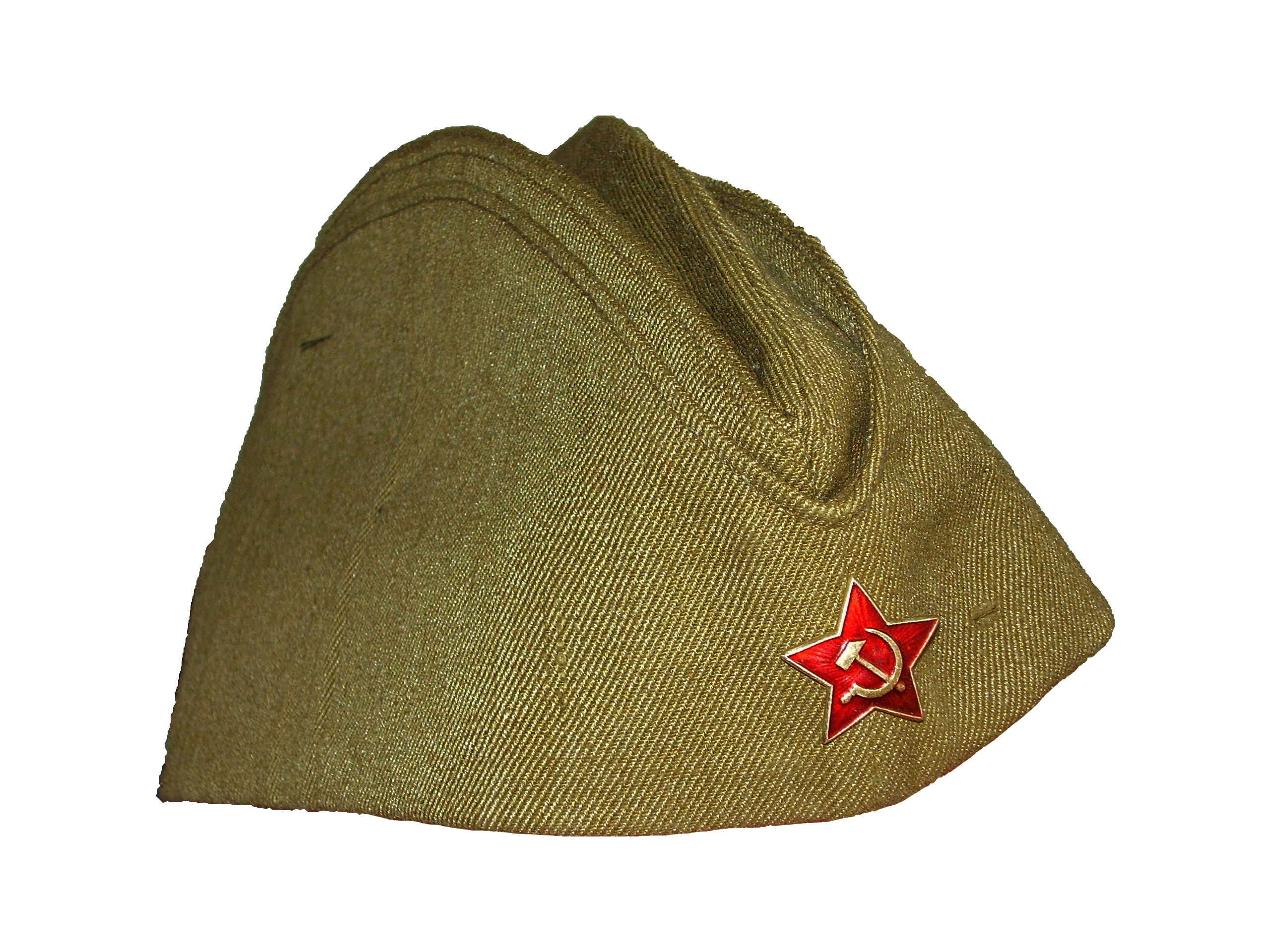
Пілотка сержантського та солдатського складу збройних сил СРСР

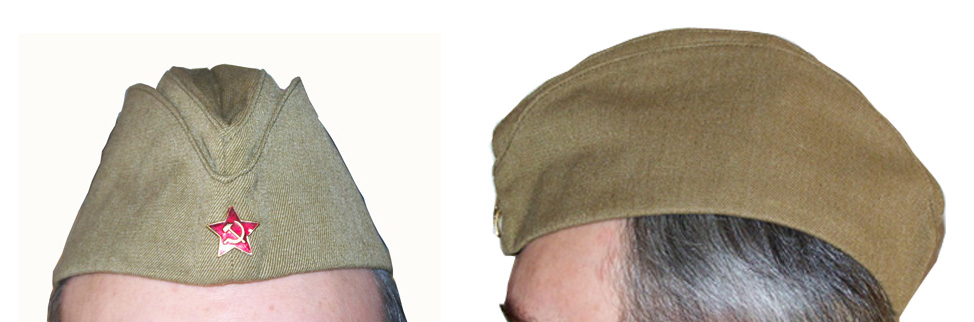
Вона ж

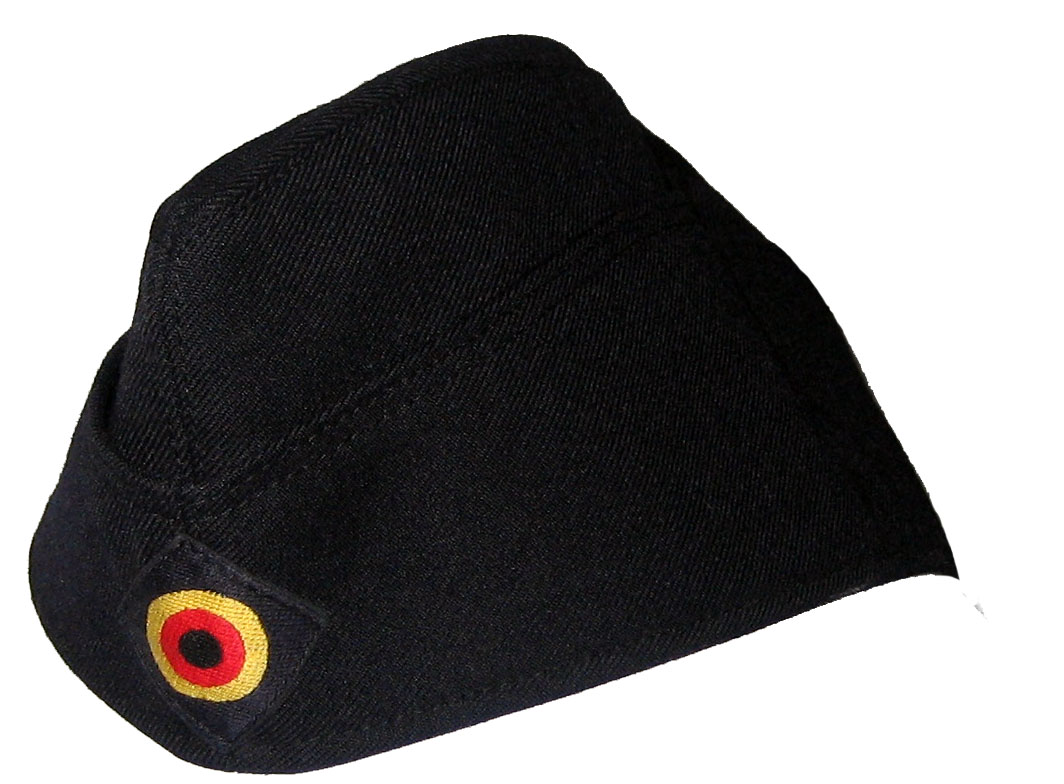
Сучасна пілотка Бундесмаріне

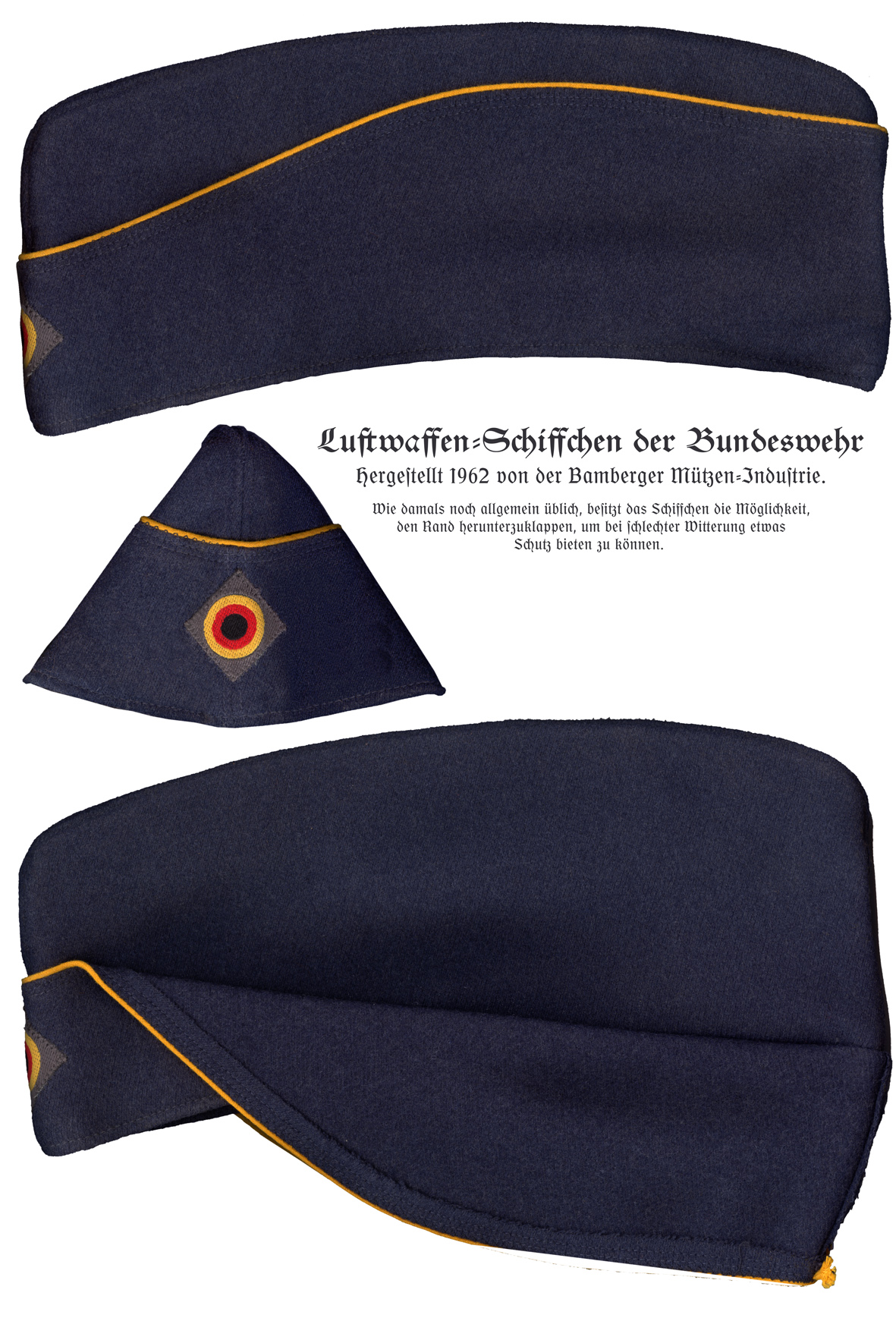
Пілотка Люфтваффе, 1962 р.

Пілотка (від слова пілот) — головний убір у вигляді сплюснутої з боків легкої . Пілотка може бути елементом військового форменого одягу, різної уніформи, або для вишуканих моделей жіночої моди. Виготовляється, зазвичай, з тканини.
Також у Польщі, в автобусах комфортабельного класу, які курсують на міжобласних і дальніх рейсах, кондукторку називають "пілотка".

## Історія

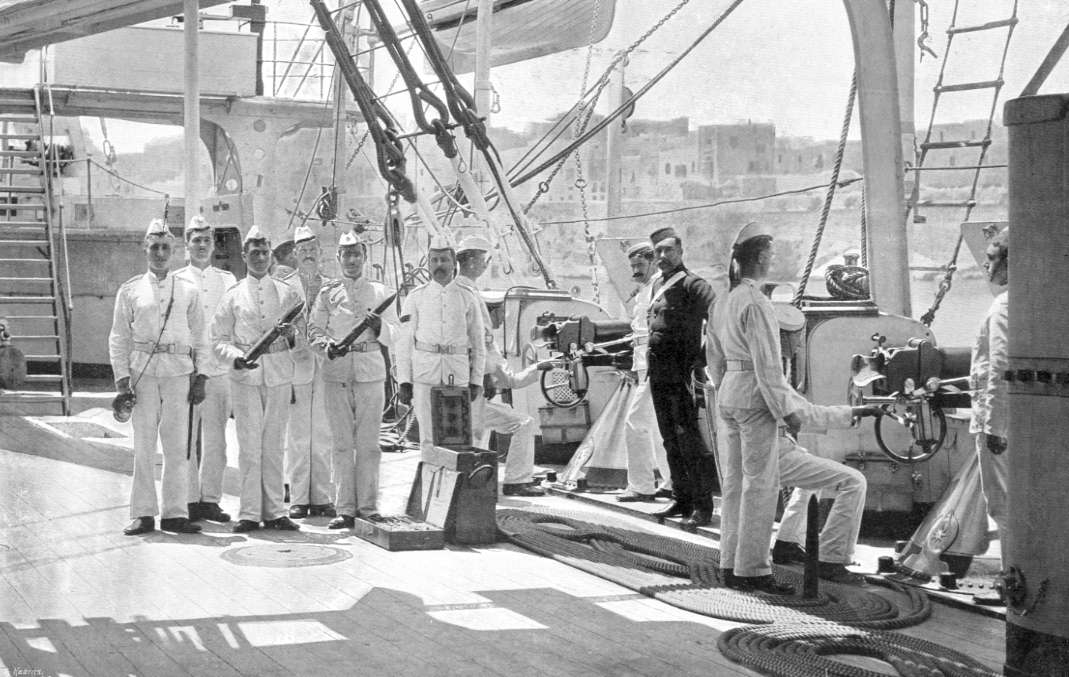
Британські матроси, 1896 р.

У Російській імператорській армії 1913 року з'явилася, як елемент форменого одягу в авіаційних та повітроплавних частинах. Спочатку називалася «перелётка» або «полётка» («польотна складна шапка», «шапка суконна м'яка складна для льотчиків»), була введена як компактний складений головний убір, щоб пілот міг завжди тримати її при собі в кишені та надягати після польоту замість шкіряного шолому (кашкет для цього не підходив). Пілотка носилася офіцерами-льотчиками під час польотів та служби на аеродромі. Наприкінці 1915 року пілотка була введена також у військових училищах, іноді зустрічалася і в піхоті.
Прототипом цього головного убору, можливо, послужив Гленгаррі (англ. glengarry) — кельтський головний убір, що вживається шотландськими військовими, або сербський головний убір шайкача. В 1930-ті, в Німеччині, пілотка була введена як основний головний убір вермахту.  В Іспанії, у роки громадянської війни, 1936—1939 років, фасон пілоток розрізняв ворогуючі сторони.
У РСЧА офіційно введена 16 січня 1919 як головний убір курсантів військових курсів. Це була темно-зелена пілотка з червоними кантами, червоним хлястиком, до якого пристібався чорний ремінець для підборіддя, і червоноармійською зірочкою. 3 грудня 1935 року, в РСЧА були введені два види пілоток: для командирів — кольору хакі (в автобронетанкових військах — сталевого кольору) з кантами по роду військ та суконною зіркою, на яку спереду кріпилася червоноармійська зірочка, і для рядових — кольору хакі, без кантів та суконної зірки.
У ЗС СРСР пілотки носили чоловіки та жінки. Причому офіцери та прапорщики (мічмани) носили, зазвичай, пілотки з кантами відповідних роду військ кольорів. На флоті носилися чорні напіввовняні офіцерські пілотки з білими кантами, а також матроські суконні чорні пілотки; при тропічній формі одягу — бавовняні пілотки світло-синього кольору із суконним козирком та ремінцем. Офіцери носили пілотки з кокардою, або частиною кокарди (внутрішня частина емблеми), а матроси — із зірочкою. Тропічна пілотка носилася з кокардою або зірочкою, залежно від рангу. На напіввовняних армійських офіцерських захисних пілотках з червоними, або блакитними (для авіації) кантами носилася кокарда, а на солдатській бавовняній — червона зірочка.
У спекотному кліматі замість пілотки використовували бавовняну панаму з прошитими полями та вентиляційними отворами (люверсами). Для жінок існував річний комплект одягу з сукні та пілотки пісочного кольору.
В ЗС України носіння пілотки збережено в авіації та на флоті. У сухопутних військах роль пілотки виконує берет.

## Носіння пілотки
Пілотки носять з невеликим нахилом вперед та вправо (як на фото). Верхні краї пілотки при цьому не повинні розкриватися, тобто пілотку не можна сильно натягати на голову. При носінні пілотки неправильно підібраного розміру, нахиливши голову вперед, пілотка спадає з голови, тому її часто надягають неправильно — із сильним нахилом назад.

## Бустіна
У Збройних Силах Італії, Хорватії та Болгарії, під час Другої світової війни, як головний убір використовувалася пілотка специфічної форми — бустіна. Вона мала спеціальний край з відстібними в сторони клапанами на ґудзиках, на борту бустіни носили знаки відмінності за військовим званням, а попереду — кокарду. Шили бустіну з різних напіввовняних та бавовняних тканин захисного кольору, а для вищих чинів  — з матерії «корделліно» з блакитним відтінком. В Болгарії бустіна була коричневою, із зображенням лева.